# Julian Bashir
Julian Subatoi Bashir es un personaje ficticio de Star Trek: espacio profundo nueve en el universo de Star Trek interpretado por el actor Alexander Siddig. Es médico de la Flota Estelar nacido en el año 2341, asignado a la estación Espacio Profundo nueve, en 2369.

## Biografía ficticia
Nació con ciertas dificultades de aprendizaje lo que lleva a sus padres a llevarlo al planeta Adigeon Prime, donde mediante una terapia genética logran solucionarlo, y mejorarlo genéticamente, teniendo un IQ de 590 y una cordinación mano ojo mejorada .No obstante  esta terapia está prohibida por las leyes de la Federación pero logran ocultar el secreto hasta que el inefable científico Lewis Zimmerman lo descubre casualmente en la estación. Sin embargo él también quedó resentido por ello, ya que le dieron la sensación de haber fracasado, lo que contribuyó a que fuese a la flota estelar cuando era mayor. Ese sentimiento de haber fracasado también contribuyó a que fuese tan bueno en su trabajo.
A la edad de cinco años, Julian, realiza su primera intervención quirúrgica a un osito de peluche llamado Kukalaka. Se inclina hacia la medicina cuando viaja con su padre, un diplomático, al planeta Invernia II donde ve cómo sus habitantes mueren por ingerir una hierba silvestre. Esto lo afecta notablemente y cambia su vida. Además de sus estudios de medicina, agrega unos cursos de ingeniería. Allí se enamora de una física llamada Deon Palis, la cual nunca olvidará.
Cuando ingresa a la estación de espacio profundo nueve , se ve atraído por la hermosa Jadzia Dax pero, lamentablemente para él y más adelante para muchos, Dax jamás le retribuyo este interés puesto que terminó  casándose con Worlf uno de los oficiales de la estación, por eso sigue tratando de conquistar cuanto corazón femenino pisa la estación, como por ejemplo con Melora Pazlar. Sale por dos meses con Leeta, quien más tarde lo deja por el ferengi Rom.
Gran amante de los deportes, juega al Racquetball, por lo que fue nombrado Capitán del Equipo Oficial de Academia de Medicina de la Federación. Juega ocasionalmente con Miles O'Brien, con el que entabla una gran amistad, a quien siempre lo hace sentir inferior propinándole unas tremendas palizas hasta que este se da cuenta de que está jugando con un amigo alterado genéticamente. También le gusta jugar a los dardos. Le gustan los juegos de aventuras y arma una maqueta con su amigo Miles O'Brien que trasladan a un holoprograma sobre el sitio del Álamo. 
Crea un interesante programa de holocubierta donde se cree un agente secreto de la década del 1960 en la Tierra, que le encanta jugar con Garak, de quien aprende a tener cualidades de un espía, y más tarde un programa de holocubierta de un chiringuito en las vegas, donde hay un peculiar y avanzado holograma llamado Vic Fontaine.
Una de las misiones que le dejó profundamente marcado fue cuando tras un acidente de lanzadera queda varado con un grupo de Jem Hadar fugitivos del Dominio. Trabaja incansablemente aun a riesgo de su propia vida, por ejemplo busca una cura a la adicción de los Jem'Hadar al Ketracel Blanco. Encuentra una cura para los habitantes del sistema Teplan que sufrían una gran epidemia  y fabrica una vacuna para los habitantes de Boranis III, por la que recibió una mención y reconocimiento.
En el año 2370 él y Kira estuvieron en el universo paralelo por un acontecimiento imprevisto en el agujero de gusano. Pudieron escapar de allí a duras penas. Sin embargo su estancia desencadena toda una serie de acontecimientos a lo largo de la serie en ese universo paralelo.
En el año 2371 es nominado para la obtención del premio Carrington por sus estudios de duplicación biomolecular. Con Sisko y Jadzia Dax él viaja a causa de una anomalía al pasado de la Tierra en el siglo XXI y es testigo del trágico levantamiento violento de desmpleados, en los que cientos mueren, acontecimientos que ocurrieron en los Estados Unidos a causa de su política de encerrrar en guetos a los desempleados y que luego causaron un revuelo que cambió esa política y en los que ellos no deben entrometerse para no comprometer la línea del tiempo. Siendo él ningún experto en historia él se pregunta cómo las cosas puderon acabar tan mal.
En el año 2372 se descubre que fue genéticamente modificado. Aun así le permiten estar en la flota estelar a cambio de que su padre cumpla una pena de cárcel por haberlo hecho, una condena que está dispuesto a aceptar por su hijo por lo que hizo. El acontecimiento le permite hacer finalmente las paces con su familia y dejar de esconder ese hecho ante los demás. 
En el año 2373 es secuestrado por el Dominio y reemplazado por un Fundador. Es encarcelado en la base del Dominio Campo 371, un asteroide del Cuadrante Gamma, durante un mes, de la cual finalmente escapa con la ayuda de Worf y Garak.
En el 2374 Julian descubre la presencia de Sección 31, que buscó reclutarlo, y, con el tiempo, él puede actuar con éxito contra esa organización sin escrúpulos hasta el punto de acabar con su líder Sloan, quien más tarde lo reclutará para la sección 31, no obstante acabaría intentando acabar con eya. Valora la amistad con Jadzia mucho y cuando Jadzia muere en el 2374, él sufre mucho por su pérdida. 
Julian solo puede aliviar esa pérdida con la ayuda del siguiente huésped de Dax Ezri. Cuando ella aparece en el año 2375 en la estación, él, con el tiempo, se enamora de ella y ella le replica su amor. Presencia el fin de la guerra contra el Dominio y continua más tarde, como siempre, como médico de la estación estando además Ezri con él.